# Aburina sobrina
Aburina sobrina là một loài bướm đêm trong họ Noctuidae.